# Museo Memorial de la Paz de Hiroshima
El Museo de la Paz de Hiroshima (広島平和記念資料館 Hiroshima Heiwa Kiehi Ryōkan?) fue fundado como lugar de conmemoración en el Parque de la Paz, 10 años después después del bombardeo atómico. El edificio principal fue planeado por el arquitecto Kenzō Tange.
La fundación que dirige el museo reúne objetos de recuerdo de los incidentes y narraciones de experiencia de los víctimas y participa en el movimiento internacional de la paz.
El museo no sólo expone detalladamente la catástrofe del 6 de agosto, sino que también muestra información sobre las armas atómicas en el mundo.
En comparación con otro museo japonés, el Yūshūkan de Tokio, el museo de la paz muestra una vista diferente de la historia japonesa y hace crítica del militarismo japonés. Así como el resto de lugares y momentos en el Parque de la Paz de Hiroshima, este museo pretende llamar a la reflexión a la sociedad.
53 millones han visitado el museo en 50 años desde su inauguración, en la actualidad más de un millón visitan el museo cada año.

## Galería

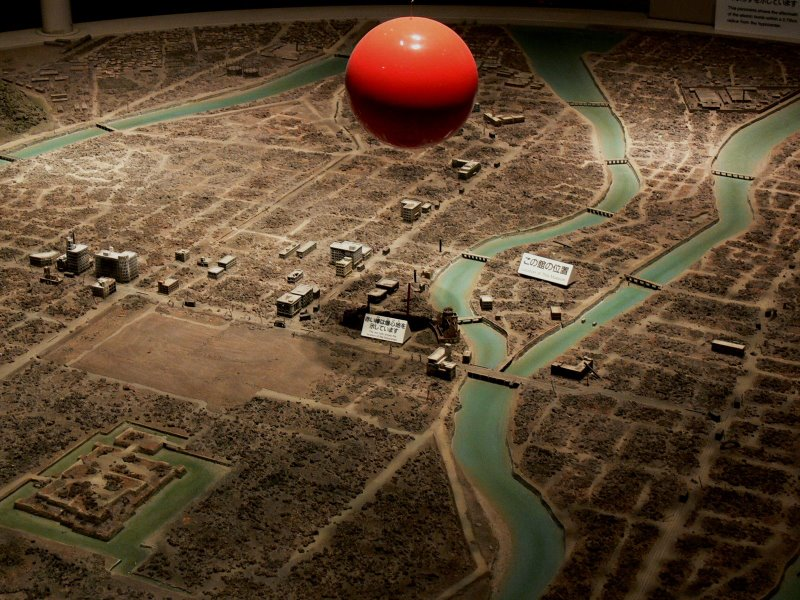
Maqueta a escala de la vista de la ciudad después de la caída del Bombardeo de Hiroshima
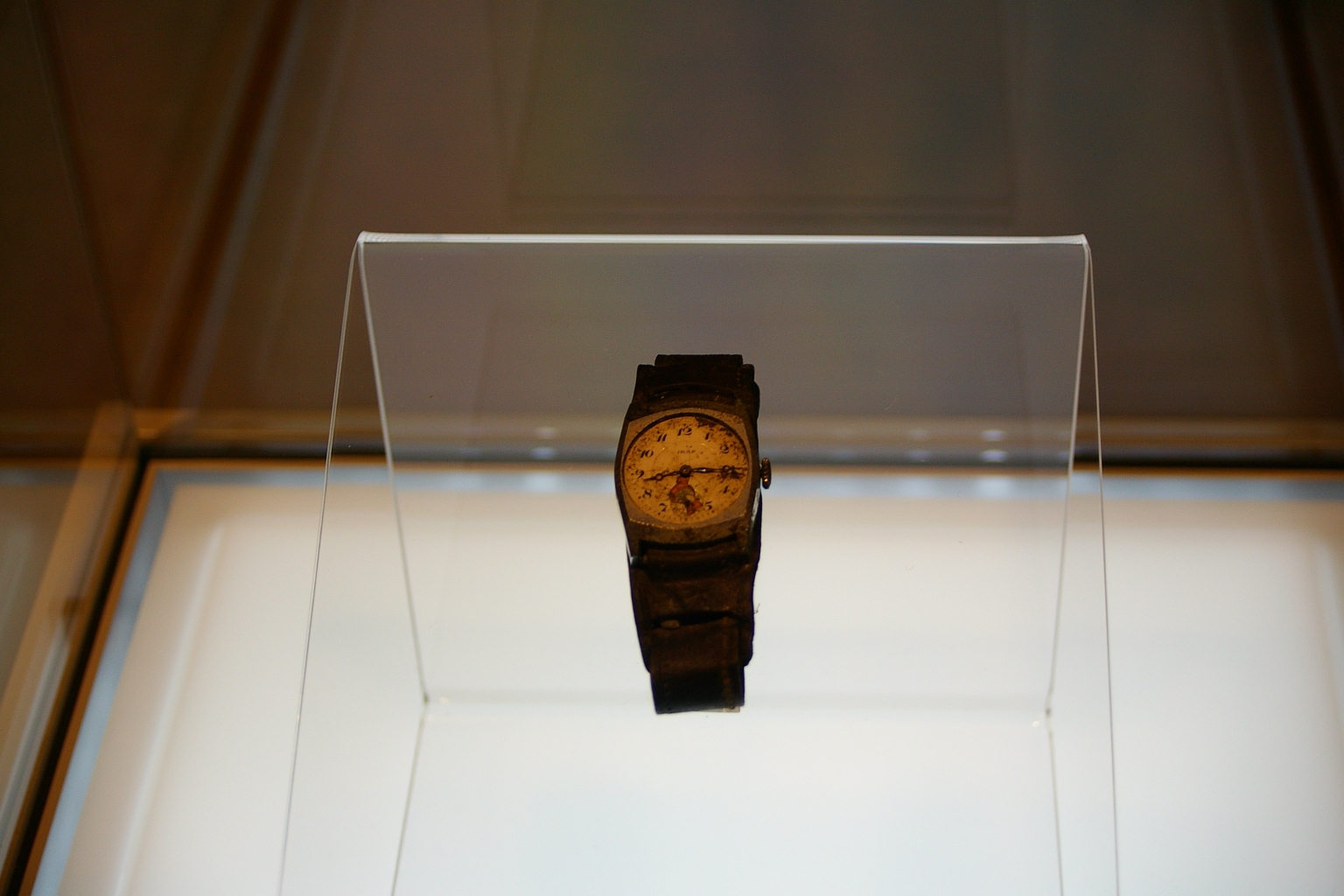
Un reloj indicando 8:15 cuando la bomba detonó
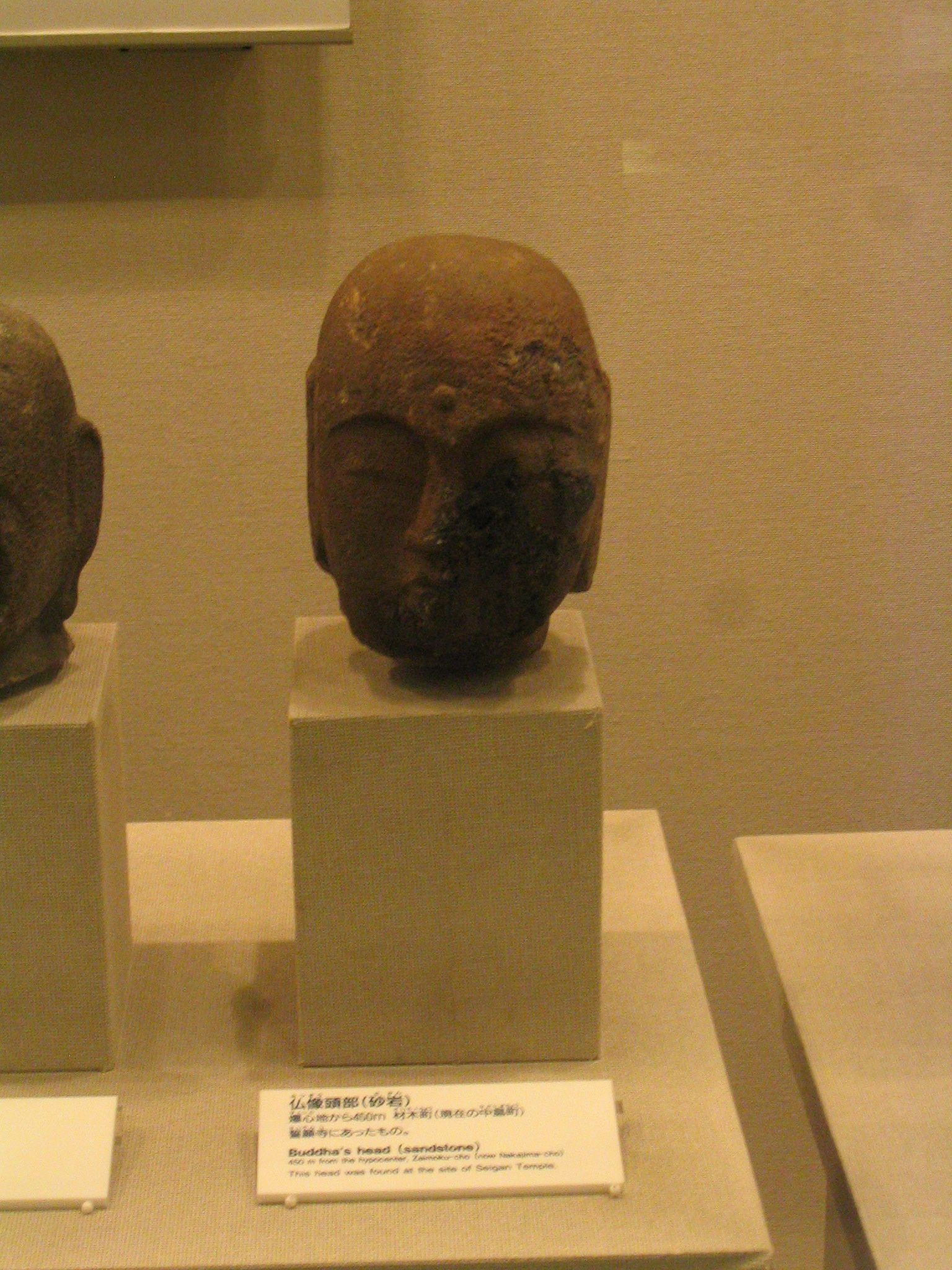
Cabeza de una estatua de Buda (Jizo), que fue quemado por el calor de la explosión.
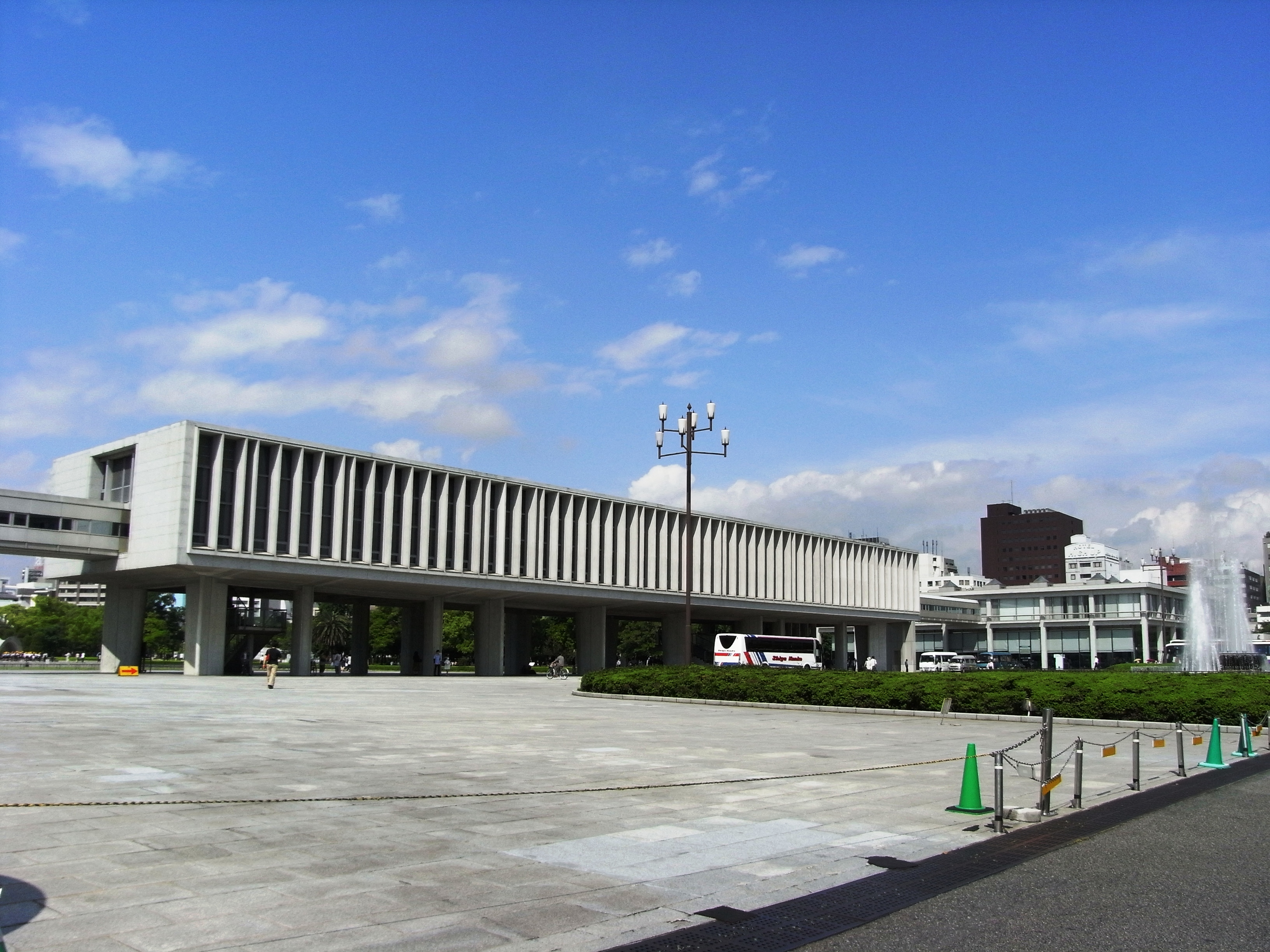
Edificio principal del complejo.
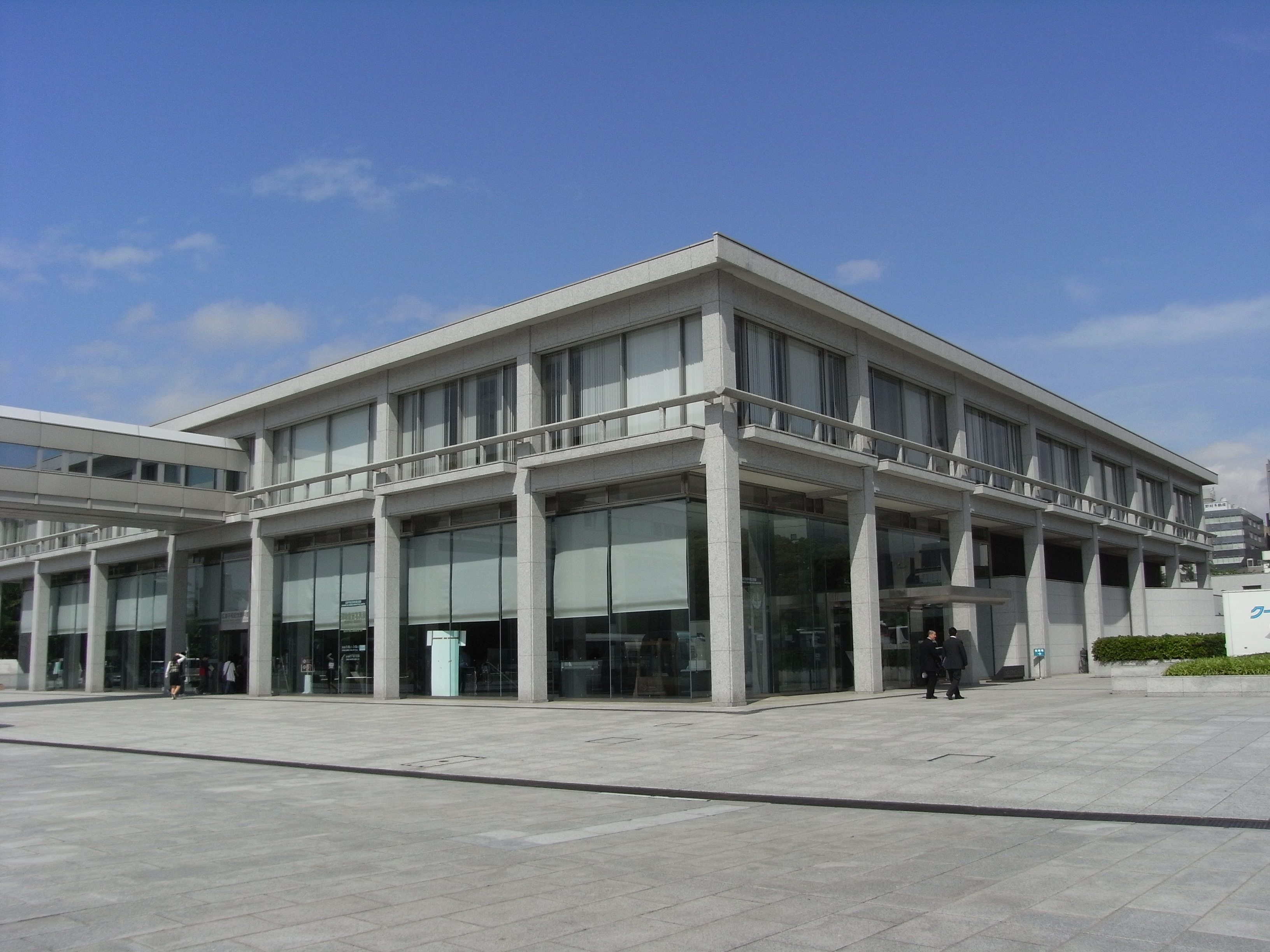
Cara este del complejo.
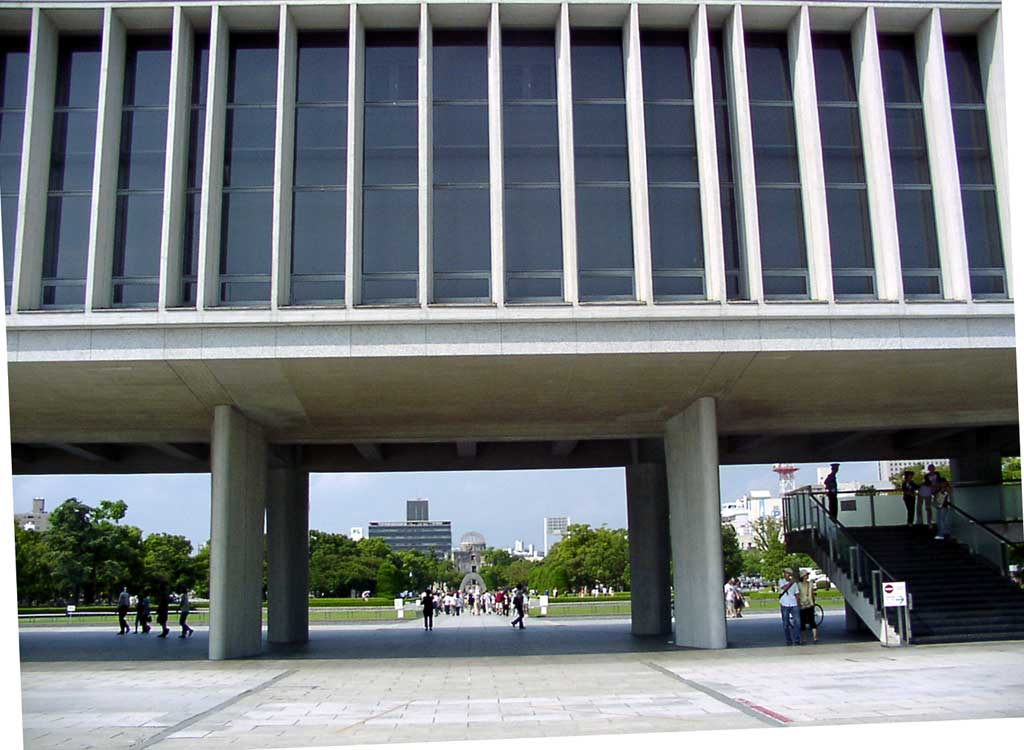
Museo de la Paz de Hiroshima mostrando el eje del cenotafio y un domo dedicado a la bomba "A" (1949).